# Anarchopanda

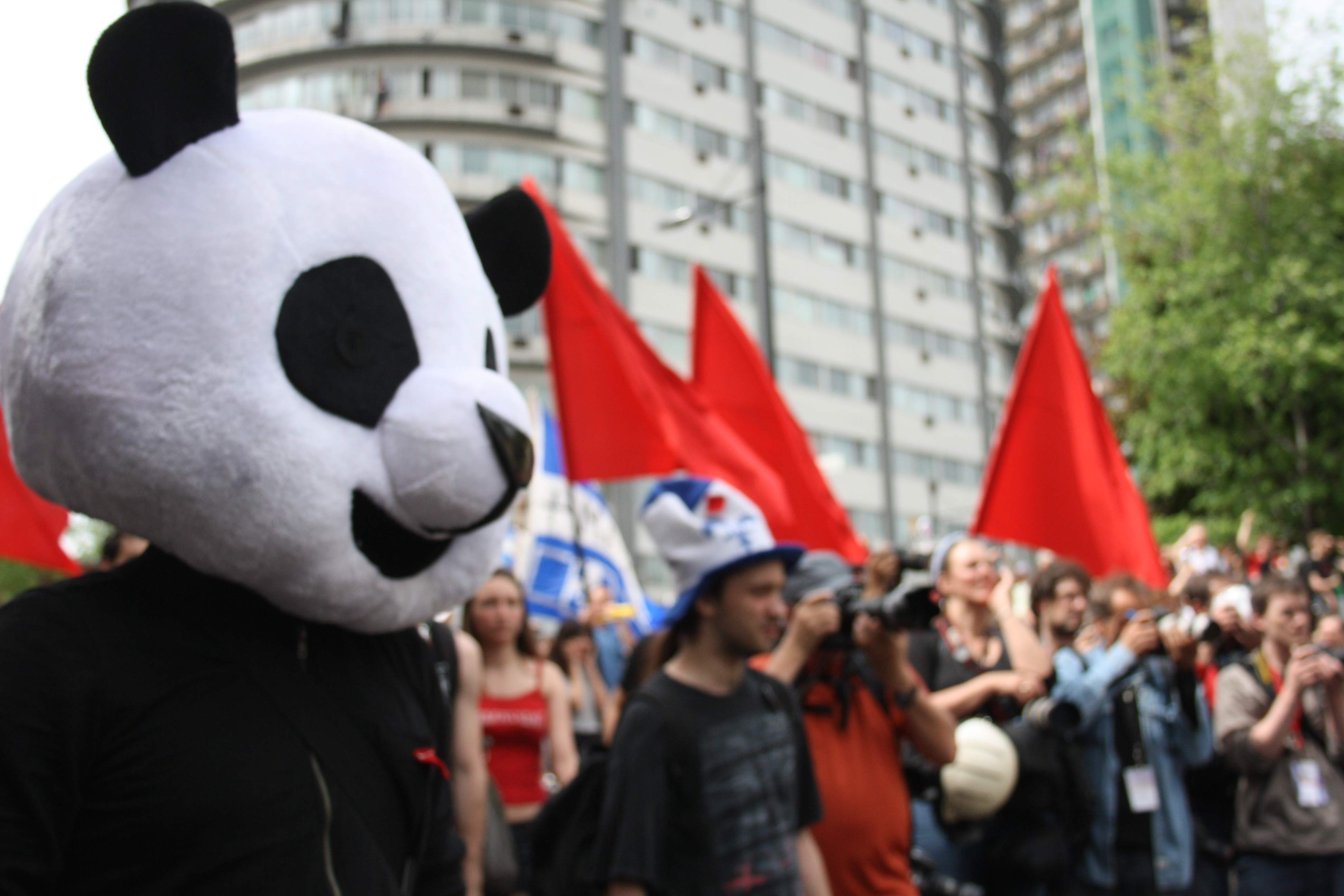
Anarchopanda lors de la manifestation du 22 mai 2012 à Montréal.

Anarchopanda est un personnage impliqué dans la grève étudiante québécoise de 2012. Opposé à la hausse des droits de scolarité et partisan de la gratuité scolaire, il se présente comme un panda géant en peluche qui participe aux manifestations en donnant des câlins aussi bien aux policiers qu'aux manifestants. Il est ainsi devenu la mascotte non officielle des étudiants grévistes,.

## Profil
L'homme derrière le déguisement est Julien Villeneuve, professeur de philosophie au collège de Maisonneuve à Montréal, avec une préférence pour les penseurs antiques comme Platon, Aristote et Plotin. Anarchopanda a fait sa première apparition publique le 8 mai 2012. Il a participé à de nombreuses manifestations à Montréal depuis cette date.
Se décrivant comme un « anarchopacifiste », Anarchopanda motive ses interventions par son désir de s'interposer entre les manifestants étudiants et la police antiémeute lors d'interventions qu'il juge injustifiées, « sans trahir leur lutte ni détourner leurs discours ». Dans une entrevue accordée au quotidien montréalais Le Devoir, il soutient que son action vise à s'opposer à la brutalité des policiers. « Si des étudiants pacifiques qui manifestent de façon normale méritent de se faire matraquer, de se faire lancer du poivre, des gaz, des balles en caoutchouc ou assourdissantes, je le mérite aussi ».
Avant d'enfiler pour la première fois le costume qu'il revêt lors des manifestations et qu'il s'est procuré sur eBay China, il a participé « dans sa peau d'homme » à 70 manifestations de la grève étudiante québécoise de 2012, dans le but de protéger les manifestants de la police, un geste qu'il jugeait « impraticable dans le feu de l'action » et « paternaliste ».

### Anarchopacifisme
Anarchopanda agit de deux manières différentes lors des manifestations. Lorsque la police charge, il reste sur place (car sous son costume, il ne peut ni courir, ni voir correctement[réf. nécessaire]) et, par sa présence, protège les manifestants des coups de matraque[non neutre]. Les policiers n'osent en effet pas frapper un panda[réf. nécessaire]. Sa deuxième stratégie est de faire des câlins aux policiers, afin de faire appel à leur humanité et leur rappeler qu'ils ne sont pas des machines de guerre[citation nécessaire]. Il résume ces actions dans une entrevue au quotidien anglophone The Gazette en disant : «Il y a très peu de choses que je peux faire sous mon costume de panda et il se trouve que ces choses sont les plus difficiles à faire lorsqu'on n'est pas costumé.»

## Action contre le règlement antimasque

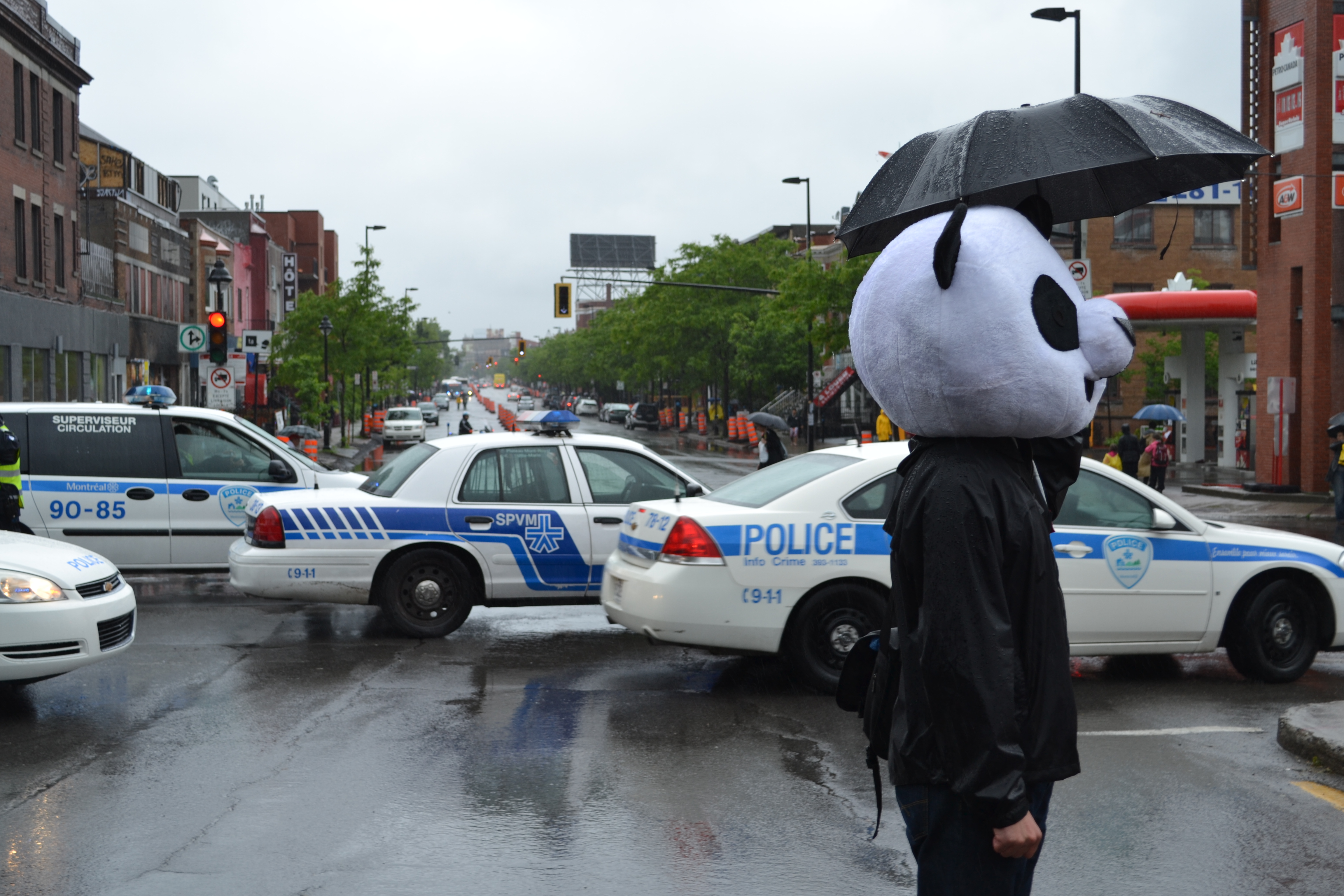
Anarchopanda lors de la manifestation du 2 juin 2012 à Montréal

Bien que son déguisement enfreigne le règlement de la ville de Montréal interdisant le port de masques lors de manifestations, Anarchopanda dit n'avoir été arrêté qu'une seule fois, lorsque l'autobus qui le transportait a été stoppé par la police, lors d'une intervention policière au cégep Lionel-Groulx de Sainte-Thérèse. Anarchopanda manifeste principalement à Montréal, mais le 24 mai 2012, il s'est déplacé à Québec, où il a marché avec les manifestants, motivé par l'arrestation de 176 personnes la veille.
Le 5 juin 2012, il dépose, en Cour supérieure du Québec, une requête visant à contester la constitutionnalité du règlement antimasque de la Ville de Montréal, estimant que ce règlement « empiète sur ses droits fondamentaux et sa liberté d’expression ». Le panda est représenté par Me Denis Poitras, un avocat montréalais qui représente également d'autres d'étudiants arrêtés lors de manifestations liées à la grève étudiante de 2012.
Le juge François Rolland a refusé la demande de sursis d'application. Dans son jugement, rendu le 27 juin 2012, la Cour estime que « les préjudices allégués n’étaient pas irréparables » et qu'en conséquence, la suspension rapide du règlement n'était pas une mesure justifiée.
Le 22 mars 2013, Anarchopanda est arrêté dans une souricière avant même le début d'une manifestation commémorative.

### Confiscation du costume d'Anarchopanda par la police
Le 5 avril 2013, lors d'une manifestation à Montréal dénonçant le règlement P-6, la police municipale de Montréal a confisqué la tête d'Anarchopanda au motif que le port d'un masque est interdit. Le porte-parole du SPVM, Daniel Lacoursière, a déclaré que «le masque est considéré comme une pièce à conviction et pourra être utilisé en cour». Bien qu'il ne s'agisse pas à proprement parler d'un masque comme tel[réf. nécessaire], Julien Villeneuve a reçu deux contraventions de 637 $ pour port de masque et participation à une manifestation illégale,,.  Le soir même, il avait ensuite commandé une nouvelle tête pour pouvoir continuer son rôle de mascotte lors des manifestations à venir.  Finalement, le 10 avril 2013, La Presse informait qu'Anarchopanda avait retrouvé sa tête, lui ayant été remise par le SPVM.

## Choix d'un panda
L'homme caché derrière la mascotte questionné sur pourquoi il avait choisi le panda comme déguisement a répondu que c'était pour le symbole et les couleurs, noir et blanc, de l’anarchisme, mais essentiellement « parce que c’était la plus belle des mascottes cheap en vente sur E-Bay China ». La diplomatie du panda existe en Chine depuis 2000 ans av. J.-C. où des pandas géants sont offerts en gages de bonnes relations.

## Candidat pour le Parti nul
Julien Villeneuve déclare dans Le Devoir du 10 mars 2014 qu'il sera candidat aux prochaines élections pour le Parti nul dans la circonscription de Hochelaga-Maisonneuve, mais retire sa candidature le 18 mars.

## Controverses
En juillet 2020, Julien Villeneuve est visé par un témoignage anonyme lors d'une vague de dénonciations d'allégations d'inconduite ou d’agression sexuelle visant des personnalités publiques. En réaction le web média indépendant Ricochet et les groupes militants Manifester sans peur et le Comité permanent de soutien aux manifestants-es cessent toute collaboration avec lui.